# Список астероїдів (16101—16200)
| Назва                                | Тимчасове позначення | Дата відкриття    | Місце відкриття            | Відкривач                       |
| ------------------------------------ | -------------------- | ----------------- | -------------------------- | ------------------------------- |
| 16101 Нотскас (Notskas)              | 1999 VA36            | 3 листопада 1999  | Сокорро (Нью-Мексико)      | LINEAR                          |
| 16102 Баршеннон (Barshannon)         | 1999 VT68            | 4 листопада 1999  | Сокорро (Нью-Мексико)      | LINEAR                          |
| 16103 Лорсоломон (Lorsolomon)        | 1999 VU81            | 5 листопада 1999  | Сокорро (Нью-Мексико)      | LINEAR                          |
| 16104 Стісалліван (Stesullivan)      | 1999 VT177           | 6 листопада 1999  | Сокорро (Нью-Мексико)      | LINEAR                          |
| 16105 Марксаундрес (Marksaunders)    | 1999 VL211           | 14 листопада 1999 | Станція Андерсон-Меса      | LONEOS                          |
| 16106 Карманьйола (Carmagnola)       | 1999 VW212           | 12 листопада 1999 | Станція Андерсон-Меса      | LONEOS                          |
| 16107 Чанмуґам (Chanmugam)           | 1999 WQ2             | 27 листопада 1999 | Обсерваторія Батон-Руж     | Волтер Куні, [[]]               |
| (16108) 1999 WV3                     | 1999 WV3             | 28 листопада 1999 | Обсерваторія Оїдзумі       | Такао Кобаяші                   |
| (16109) 1999 WH6                     | 1999 WH6             | 28 листопада 1999 | Вішнянська обсерваторія    | Корадо Корлевіч                 |
| 16110 Паґанетті (Paganetti)          | 1999 WU8             | 28 листопада 1999 | Обсерваторія Ньйоска       | Стефано Спозетті                |
| (16111) 1999 XT4                     | 1999 XT4             | 4 грудня 1999     | Каталінський огляд         | Каталінський огляд              |
| 16112 Вітаріс (Vitaris)              | 1999 XK13            | 5 грудня 1999     | Сокорро (Нью-Мексико)      | LINEAR                          |
| 16113 Ахмед (Ahmed)                  | 1999 XN23            | 6 грудня 1999     | Сокорро (Нью-Мексико)      | LINEAR                          |
| 16114 Алйоно (Alyono)                | 1999 XV23            | 6 грудня 1999     | Сокорро (Нью-Мексико)      | LINEAR                          |
| (16115) 1999 XH25                    | 1999 XH25            | 6 грудня 1999     | Сокорро (Нью-Мексико)      | LINEAR                          |
| 16116 Балакрішна (Balakrishnan)      | 1999 XQ29            | 6 грудня 1999     | Сокорро (Нью-Мексико)      | LINEAR                          |
| (16117) 1999 XS29                    | 1999 XS29            | 6 грудня 1999     | Сокорро (Нью-Мексико)      | LINEAR                          |
| 16118 Терберенс (Therberens)         | 1999 XQ56            | 7 грудня 1999     | Сокорро (Нью-Мексико)      | LINEAR                          |
| 16119 Броннер (Bronner)              | 1999 XS60            | 7 грудня 1999     | Сокорро (Нью-Мексико)      | LINEAR                          |
| 16120 Бернім (Burnim)                | 1999 XV60            | 7 грудня 1999     | Сокорро (Нью-Мексико)      | LINEAR                          |
| 16121 Баррелл (Burrell)              | 1999 XD66            | 7 грудня 1999     | Сокорро (Нью-Мексико)      | LINEAR                          |
| 16122 Веньїцай (Wenyicai)            | 1999 XW67            | 7 грудня 1999     | Сокорро (Нью-Мексико)      | LINEAR                          |
| 16123 Джесіченг (Jessiecheng)        | 1999 XQ83            | 7 грудня 1999     | Сокорро (Нью-Мексико)      | LINEAR                          |
| 16124 Тімдонг (Timdong)              | 1999 XR85            | 7 грудня 1999     | Сокорро (Нью-Мексико)      | LINEAR                          |
| (16125) 1999 XK86                    | 1999 XK86            | 7 грудня 1999     | Сокорро (Нью-Мексико)      | LINEAR                          |
| (16126) 1999 XQ86                    | 1999 XQ86            | 7 грудня 1999     | Сокорро (Нью-Мексико)      | LINEAR                          |
| 16127 Фарзан-Кашані (Farzan-Kashani) | 1999 XK92            | 7 грудня 1999     | Сокорро (Нью-Мексико)      | LINEAR                          |
| 16128 Кіфріда (Kirfrieda)            | 1999 XS92            | 7 грудня 1999     | Сокорро (Нью-Мексико)      | LINEAR                          |
| 16129 Кевінгао (Kevingao)            | 1999 XG97            | 7 грудня 1999     | Сокорро (Нью-Мексико)      | LINEAR                          |
| 16130 Джіовін (Giovine)              | 1999 XU97            | 7 грудня 1999     | Сокорро (Нью-Мексико)      | LINEAR                          |
| 16131 Каганович (Kaganovich)         | 1999 XV97            | 7 грудня 1999     | Сокорро (Нью-Мексико)      | LINEAR                          |
| 16132 Анжелакім (Angelakim)          | 1999 XH99            | 7 грудня 1999     | Сокорро (Нью-Мексико)      | LINEAR                          |
| (16133) 1999 XC100                   | 1999 XC100           | 7 грудня 1999     | Сокорро (Нью-Мексико)      | LINEAR                          |
| (16134) 1999 XE100                   | 1999 XE100           | 7 грудня 1999     | Сокорро (Нью-Мексико)      | LINEAR                          |
| 16135 Іварссон (Ivarsson)            | 1999 XY104           | 9 грудня 1999     | Обсерваторія Фаунтін-Гіллс | Чарльз Джулз                    |
| (16136) 1999 XR109                   | 1999 XR109           | 4 грудня 1999     | Каталінський огляд         | Каталінський огляд              |
| (16137) 1999 XX116                   | 1999 XX116           | 5 грудня 1999     | Каталінський огляд         | Каталінський огляд              |
| (16138) 1999 XV119                   | 1999 XV119           | 5 грудня 1999     | Каталінський огляд         | Каталінський огляд              |
| (16139) 1999 XO120                   | 1999 XO120           | 5 грудня 1999     | Каталінський огляд         | Каталінський огляд              |
| (16140) 1999 XD125                   | 1999 XD125           | 7 грудня 1999     | Каталінський огляд         | Каталінський огляд              |
| (16141) 1999 XT127                   | 1999 XT127           | 7 грудня 1999     | Обсерваторія Чрні Врх      | Обсерваторія Чрні Врх           |
| 16142 Leung                          | 1999 XC135           | 6 грудня 1999     | Сокорро (Нью-Мексико)      | LINEAR                          |
| (16143) 1999 XK142                   | 1999 XK142           | 12 грудня 1999    | Сокорро (Нью-Мексико)      | LINEAR                          |
| 16144 Корстен (Korsten)              | 1999 XK144           | 15 грудня 1999    | Обсерваторія Фаунтін-Гіллс | Чарльз Джулз                    |
| (16145) 1999 XP166                   | 1999 XP166           | 10 грудня 1999    | Сокорро (Нью-Мексико)      | LINEAR                          |
| (16146) 1999 XW170                   | 1999 XW170           | 10 грудня 1999    | Сокорро (Нью-Мексико)      | LINEAR                          |
| 16147 Джінлі (Jeanli)                | 1999 XL175           | 10 грудня 1999    | Сокорро (Нью-Мексико)      | LINEAR                          |
| (16148) 1999 XG188                   | 1999 XG188           | 12 грудня 1999    | Сокорро (Нью-Мексико)      | LINEAR                          |
| (16149) 1999 XS215                   | 1999 XS215           | 14 грудня 1999    | Сокорро (Нью-Мексико)      | LINEAR                          |
| 16150 Клінч (Clinch)                 | 1999 XZ227           | 9 грудня 1999     | Станція Андерсон-Меса      | LONEOS                          |
| (16151) 1999 XF230                   | 1999 XF230           | 7 грудня 1999     | Каталінський огляд         | Каталінський огляд              |
| (16152) 1999 YN12                    | 1999 YN12            | 30 грудня 1999    | Обсерваторія Пістоїєзе     | Лучано Тезі, Маура Томбеллі     |
| (16153) 2000 AB                      | 2000 AB              | 1 січня 2000      | Вішнянська обсерваторія    | Корадо Корлевіч                 |
| 16154 Дабрамо (Dabramo)              | 2000 AW2             | 1 січня 2000      | Обсерваторія Пістоїєзе     | Андреа Боаттіні, Маура Томбеллі |
| 16155 Бадді (Buddy)                  | 2000 AF5             | 3 січня 2000      | Обсерваторія Ріді-Крик     | Джон Бротон                     |
| (16156) 2000 AP39                    | 2000 AP39            | 3 січня 2000      | Сокорро (Нью-Мексико)      | LINEAR                          |
| 16157 Тостмастерс (Toastmasters)     | 2000 AS50            | 5 січня 2000      | Обсерваторія Фаунтін-Гіллс | Чарльз Джулз                    |
| 16158 Монті (Monty)                  | 2000 AV50            | 5 січня 2000      | Обсерваторія Фаунтін-Гіллс | Чарльз Джулз                    |
| (16159) 2000 AK62                    | 2000 AK62            | 4 січня 2000      | Сокорро (Нью-Мексико)      | LINEAR                          |
| (16160) 2000 AZ66                    | 2000 AZ66            | 4 січня 2000      | Сокорро (Нью-Мексико)      | LINEAR                          |
| (16161) 2000 AC68                    | 2000 AC68            | 4 січня 2000      | Сокорро (Нью-Мексико)      | LINEAR                          |
| (16162) 2000 AD68                    | 2000 AD68            | 4 січня 2000      | Сокорро (Нью-Мексико)      | LINEAR                          |
| 16163 Суханьлі (Suhanli)             | 2000 AD69            | 5 січня 2000      | Сокорро (Нью-Мексико)      | LINEAR                          |
| 16164 Янлі (Yangli)                  | 2000 AO69            | 5 січня 2000      | Сокорро (Нью-Мексико)      | LINEAR                          |
| 16165 Ліхт (Licht)                   | 2000 AW83            | 5 січня 2000      | Сокорро (Нью-Мексико)      | LINEAR                          |
| 16166 Джонлі (Jonlii)                | 2000 AQ84            | 5 січня 2000      | Сокорро (Нью-Мексико)      | LINEAR                          |
| 16167 Оертлі (Oertli)                | 2000 AJ89            | 5 січня 2000      | Сокорро (Нью-Мексико)      | LINEAR                          |
| 16168 Палмен (Palmen)                | 2000 AR91            | 5 січня 2000      | Сокорро (Нью-Мексико)      | LINEAR                          |
| (16169) 2000 AO95                    | 2000 AO95            | 4 січня 2000      | Сокорро (Нью-Мексико)      | LINEAR                          |
| (16170) 2000 AS95                    | 2000 AS95            | 4 січня 2000      | Сокорро (Нью-Мексико)      | LINEAR                          |
| (16171) 2000 AD97                    | 2000 AD97            | 4 січня 2000      | Сокорро (Нью-Мексико)      | LINEAR                          |
| (16172) 2000 AZ97                    | 2000 AZ97            | 4 січня 2000      | Сокорро (Нью-Мексико)      | LINEAR                          |
| (16173) 2000 AC98                    | 2000 AC98            | 4 січня 2000      | Сокорро (Нью-Мексико)      | LINEAR                          |
| 16174 Парихар (Parihar)              | 2000 AX116           | 5 січня 2000      | Сокорро (Нью-Мексико)      | LINEAR                          |
| 16175 Райпаттерсон (Rypatterson)     | 2000 AL118           | 5 січня 2000      | Сокорро (Нью-Мексико)      | LINEAR                          |
| (16176) 2000 AZ126                   | 2000 AZ126           | 5 січня 2000      | Сокорро (Нью-Мексико)      | LINEAR                          |
| 16177 Пельцер (Pelzer)               | 2000 AR127           | 5 січня 2000      | Сокорро (Нью-Мексико)      | LINEAR                          |
| (16178) 2000 AT127                   | 2000 AT127           | 5 січня 2000      | Сокорро (Нью-Мексико)      | LINEAR                          |
| (16179) 2000 AL134                   | 2000 AL134           | 4 січня 2000      | Сокорро (Нью-Мексико)      | LINEAR                          |
| 16180 Рапопорт (Rapoport)            | 2000 AZ136           | 4 січня 2000      | Сокорро (Нью-Мексико)      | LINEAR                          |
| (16181) 2000 AC137                   | 2000 AC137           | 4 січня 2000      | Сокорро (Нью-Мексико)      | LINEAR                          |
| (16182) 2000 AH137                   | 2000 AH137           | 4 січня 2000      | Сокорро (Нью-Мексико)      | LINEAR                          |
| (16183) 2000 AX138                   | 2000 AX138           | 5 січня 2000      | Сокорро (Нью-Мексико)      | LINEAR                          |
| (16184) 2000 AD142                   | 2000 AD142           | 5 січня 2000      | Сокорро (Нью-Мексико)      | LINEAR                          |
| (16185) 2000 AH164                   | 2000 AH164           | 5 січня 2000      | Сокорро (Нью-Мексико)      | LINEAR                          |
| (16186) 2000 AK164                   | 2000 AK164           | 5 січня 2000      | Сокорро (Нью-Мексико)      | LINEAR                          |
| (16187) 2000 AP164                   | 2000 AP164           | 5 січня 2000      | Сокорро (Нью-Мексико)      | LINEAR                          |
| (16188) 2000 AH175                   | 2000 AH175           | 7 січня 2000      | Сокорро (Нью-Мексико)      | LINEAR                          |
| 16189 Риль (Riehl)                   | 2000 AT187           | 8 січня 2000      | Сокорро (Нью-Мексико)      | LINEAR                          |
| (16190) 2000 AK191                   | 2000 AK191           | 8 січня 2000      | Сокорро (Нью-Мексико)      | LINEAR                          |
| 16191 Рубіро (Rubyroe)               | 2000 AO205           | 10 січня 2000     | Обсерваторія Оахака        | Джеймс Рой                      |
| 16192 Лаірд (Laird)                  | 2000 AU207           | 4 січня 2000      | Обсерваторія Кітт-Пік      | Spacewatch                      |
| 16193 Ніккайзер (Nickaiser)          | 2000 AV207           | 4 січня 2000      | Обсерваторія Кітт-Пік      | Spacewatch                      |
| 16194 Родерік (Roderick)             | 2000 AJ231           | 4 січня 2000      | Станція Андерсон-Меса      | LONEOS                          |
| (16195) 2000 AQ236                   | 2000 AQ236           | 5 січня 2000      | Сокорро (Нью-Мексико)      | LINEAR                          |
| (16196) 2000 AR236                   | 2000 AR236           | 5 січня 2000      | Сокорро (Нью-Мексико)      | LINEAR                          |
| 16197 Блюпетер (Bluepeter)           | 2000 AA243           | 7 січня 2000      | Станція Андерсон-Меса      | LONEOS                          |
| 16198 Бузіос (Buzios)                | 2000 AB243           | 7 січня 2000      | Станція Андерсон-Меса      | LONEOS                          |
| 16199 Розенблюм (Rozenblyum)         | 2000 BX26            | 30 січня 2000     | Сокорро (Нью-Мексико)      | LINEAR                          |
| (16200) 2000 BT28                    | 2000 BT28            | 30 січня 2000     | Сокорро (Нью-Мексико)      | LINEAR                          |

| ← Астероїди 10001—20000 → |             |             |             |             |             |             |             |             |             |
| 10001—10100               | 11001—11100 | 12001—12100 | 13001—13100 | 14001—14100 | 15001—15100 | 16001—16100 | 17001—17100 | 18001—18100 | 19001—19100 |
| 10101—10200               | 11101—11200 | 12101—12200 | 13101—13200 | 14101—14200 | 15101—15200 | 16101—16200 | 17101—17200 | 18101—18200 | 19101—19200 |
| 10201—10300               | 11201—11300 | 12201—12300 | 13201—13300 | 14201—14300 | 15201—15300 | 16201—16300 | 17201—17300 | 18201—18300 | 19201—19300 |
| 10301—10400               | 11301—11400 | 12301—12400 | 13301—13400 | 14301—14400 | 15301—15400 | 16301—16400 | 17301—17400 | 18301—18400 | 19301—19400 |
| 10401—10500               | 11401—11500 | 12401—12500 | 13401—13500 | 14401—14500 | 15401—15500 | 16401—16500 | 17401—17500 | 18401—18500 | 19401—19500 |
| 10501—10600               | 11501—11600 | 12501—12600 | 13501—13600 | 14501—14600 | 15501—15600 | 16501—16600 | 17501—17600 | 18501—18600 | 19501—19600 |
| 10601—10700               | 11601—11700 | 12601—12700 | 13601—13700 | 14601—14700 | 15601—15700 | 16601—16700 | 17601—17700 | 18601—18700 | 19601—19700 |
| 10701—10800               | 11701—11800 | 12701—12800 | 13701—13800 | 14701—14800 | 15701—15800 | 16701—16800 | 17701—17800 | 18701—18800 | 19701—19800 |
| 10801—10900               | 11801—11900 | 12801—12900 | 13801—13900 | 14801—14900 | 15801—15900 | 16801—16900 | 17801—17900 | 18801—18900 | 19801—19900 |
| 10901—11000               | 11901—12000 | 12901—13000 | 13901—14000 | 14901—15000 | 15901—16000 | 16901—17000 | 17901—18000 | 18901—19000 | 19901—20000 |